# 多田滿賴
多田三八郎（日语：ただ さんぱちろう，？—1563年（永禄6年））是日本战国时代武将、甲斐武田氏的家臣和足轻大将。仕于武田信虎・武田信玄两代。称三八・三八郎，淡路守。按照『寛永諸家系図伝』讳「昌澄」，按照『甲斐国志』人物部第五讳「満頼」，从文献上无法确认。法名宗樊。妻子不详，按照『寛永諸家系図伝』为土屋昌续之妹。按照『甲陽軍鑑』有子新藏・久藏，按照『寛永諸家系図伝』子名为新八郎（八右卫门）、昌俊。另外，同样是武田家足轻大将的治部左卫门被认为是他的亲戚。后世列为武田五名臣之一。

## 生平
多田三八郎自称摄津源氏一族的多田源氏后裔，源赖光的孙子多田赖纲或源满仲之弟源满季的子孙，实际系谱不详。
按照『甲陽軍鑑』出生于美浓国，为了学习弓矢来到甲斐国并成为武田信虎的足轻大将。后来仕于晴信，有立功二十九次，全身二十七伤的逸话。和原虎胤、横田高松、小幡虎盛、山本勘助共称五人众。统领的足轻武士和下级人数不明。
有确定资料表明天文16年（1547年）8月曾参加进攻信浓国佐久郡・志贺城，在小田井原之战中和板垣信方一同迎战关东管领・上杉宪政的援军（『勝山記』）。天文17年（1548年）因为对信浓守护・小笠原长时作战接到了信玄的感谢状。
按照『甲斐国志』，有三八郎在信浓虚空藏山砦（長野県上田市塩尻）守卫时曾退治地狱的妖怪「火車鬼」的传说。也流传有在山梨县甲府市湯村的湯村温泉打倒天狗的鬼之汤传说。
永禄4年（1561年）的第4次川中岛之战时已经卧病在床，派儿子代表自己出战。两年后的永禄6年（1563年）病死。长野县诹访郡富士见町境内的先達城传说是多田淡路守的居城，墓所在附近的常昌寺。

## 后代
按照『甲陽軍鑑』『甲斐国志』儿子新藏于天正3年（1575年）在长筱之战中战死，昌俊于天正10年（1582年）武田家灭亡时殉死。另一方面『寛永諸家系図伝』的记载有所不同：长男新八郎（八右卫门）于元龟元年（1570年）病死，新八郎儿子正吉（三八郎）成为了德川家康的旗本。
另有说法说次男昌俊出奔武田家仕于相模国的后北条氏。永禄10年（1567年）12月在武藏国岩槻（埼玉市岩槻区）战死。昌俊之子・昌纲被舅父武田家谱代家老・土屋昌续（昌次）养育，子孙成为德川氏的旗本。